# 바이에른 공로장
바이에른 공로장(독일어: Bayerischer Verdienstorden)은 바이에른주의 발전에 기여한 사람들에게 주정부가 수여하는 공로장으로, 주에서 수여하는 훈장 중에서는 바이에른 막시밀리안 학예훈장 다음으로 높다.

## 사진

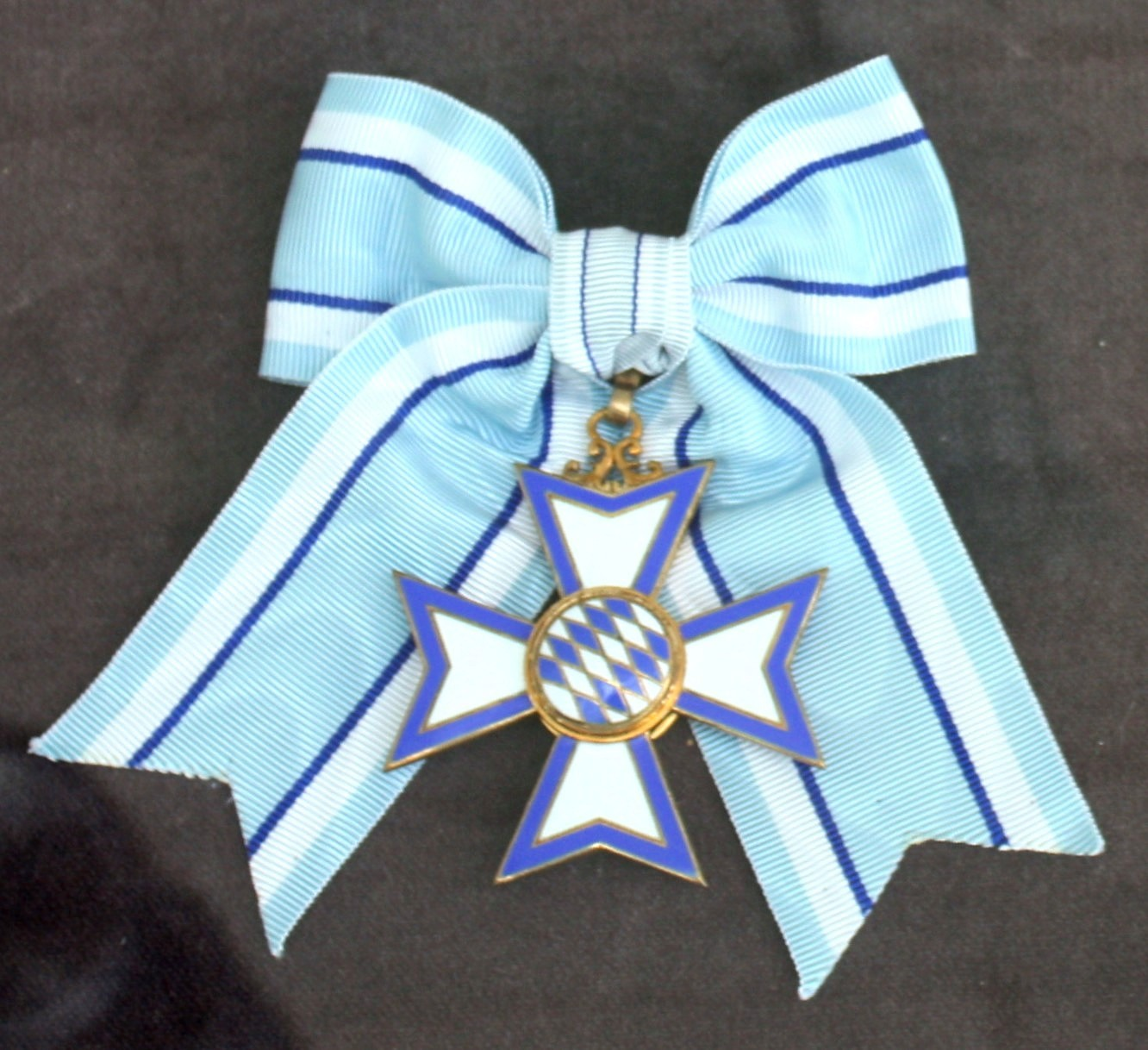
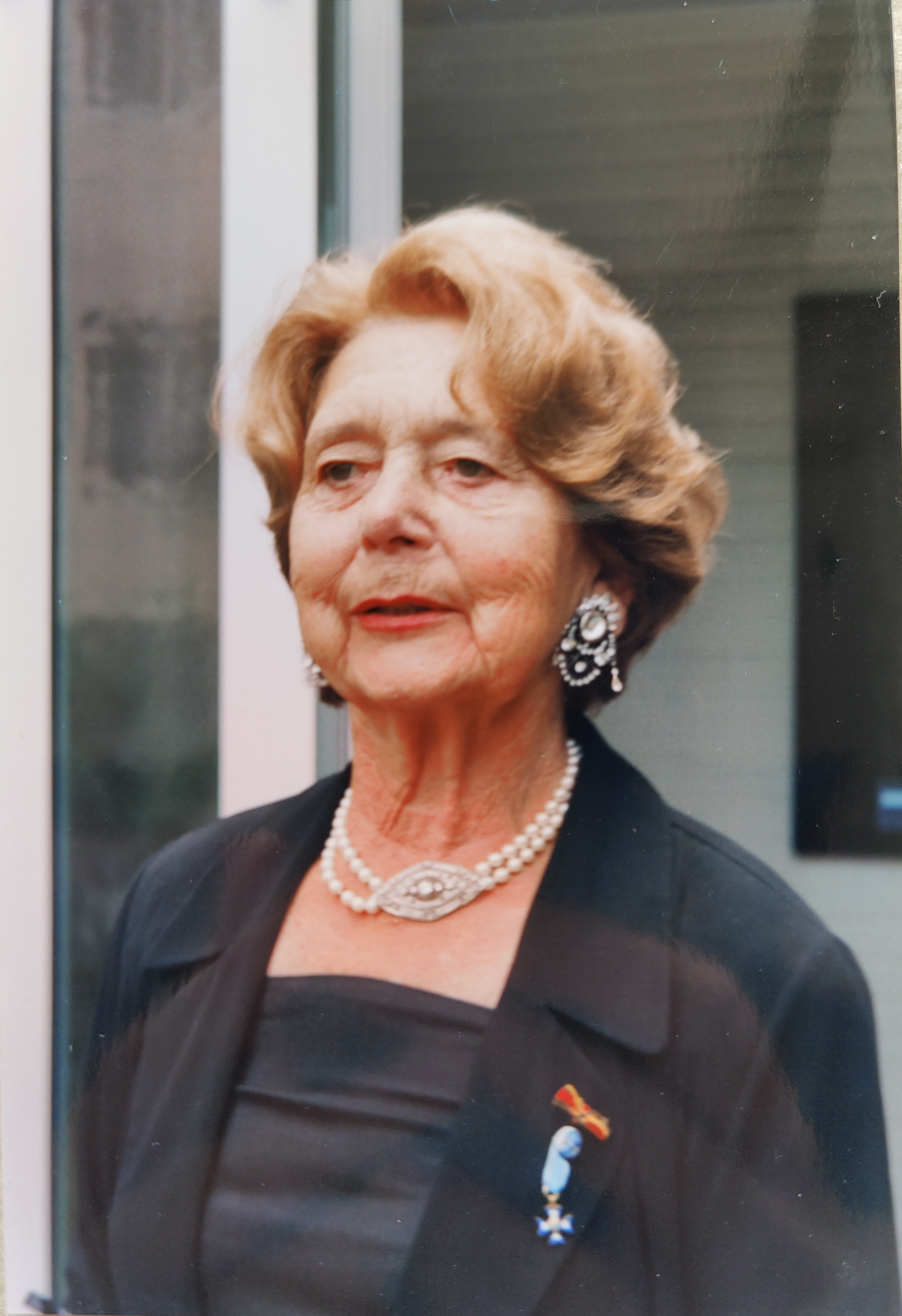